# Cântico da Liberdade
"Canticô da Liberdade" (tiếng Việt: Bài ca tự do) là quốc ca của Cape Verde. Bài hát được viết lời bởi cựu Chủ tịch Quốc hội Cape Verde nhiệm kỳ 1991-1996 Amílcar Spencer Lopes và được phổ nhạc bởi nhạc sĩ kiêm nhà kinh tế học Adalberto Higino Tavares Silva. Năm 1996, bài hát được chọn làm quốc ca thay thế bài "Esta É a Nossa Pátria Bem Amada" trước đó (sáng tác bởi một chính trị gia mang hai quốc tịch Guinea-Bissau và Cape Verde, được hai nước chọn làm quốc ca sau khi dành độc lập và hiện nay chỉ còn là quốc ca Guinea-Bissau).
Theo luật, bài hát phải được biểu diễn trong tất cả các màn bắt đầu và kết thúc một sự kiện quốc gia có Tổng thống tham dự.

## Lời

### Tiếng Bồ Đào Nha
Canta, irmão
Canta meu irmão
Que a Liberdade é hino
E o Homem a certeza.
Com dignidade, enterra a semente
no pó da ilha nua
No despenhadeiro da vida
A esperança é
Do tamanho do mar
Que nos abraça
Sentinela de mares e ventos
Perseverante
Entre estrelas
E o Atlântico
Entoa o cântico da Liberdade
Canta, irmão
canta meu irmão
Que a Liberdade é hino
E o Homem a certeza.

### Tiếng Việt
Hát lên nào hỡi những người anh em
Hát lên nào hỡi những người anh em của tôi
Vì tự do là một khúc ca
Và nhân dân ta trước sau như một.
Với phẩm giá cao quý của mình, hãy gieo những hạt giống của ta
Vào những hạt bụi của hòn đảo trần trụi này
Trong vách đá của cuộc đời ta
Niềm hy vọng
Thật to lớn như biển khơi
Đã bao bọc chúng ta
Những người canh giữ đại dương và gió
Kiên cường bất khuất
Giữa những vì sao
Và dòng Đại Tây Dương
Ta hát vang bài ca tự do
Hát lên nào hỡi những người anh em
Hát lên nào hỡi những người anh em của tôi
Vì tự do là một khúc ca
Và nhân dân ta trước sau như một.